# Mas de l'Agulló
El Mas de l'Agulló és una masia de Cervera (Segarra) protegida com a Bé Cultural d'Interès Local.

## Descripció
Edifici de planta rectangular amb coberta a doble vesant i un tancat annex pel bestiar. La porta principal és d'arc rebaixat o escarser. El mas presenta l'aspecte d'haver estat restaurat recentment.